# 140-es busz (Budapest)

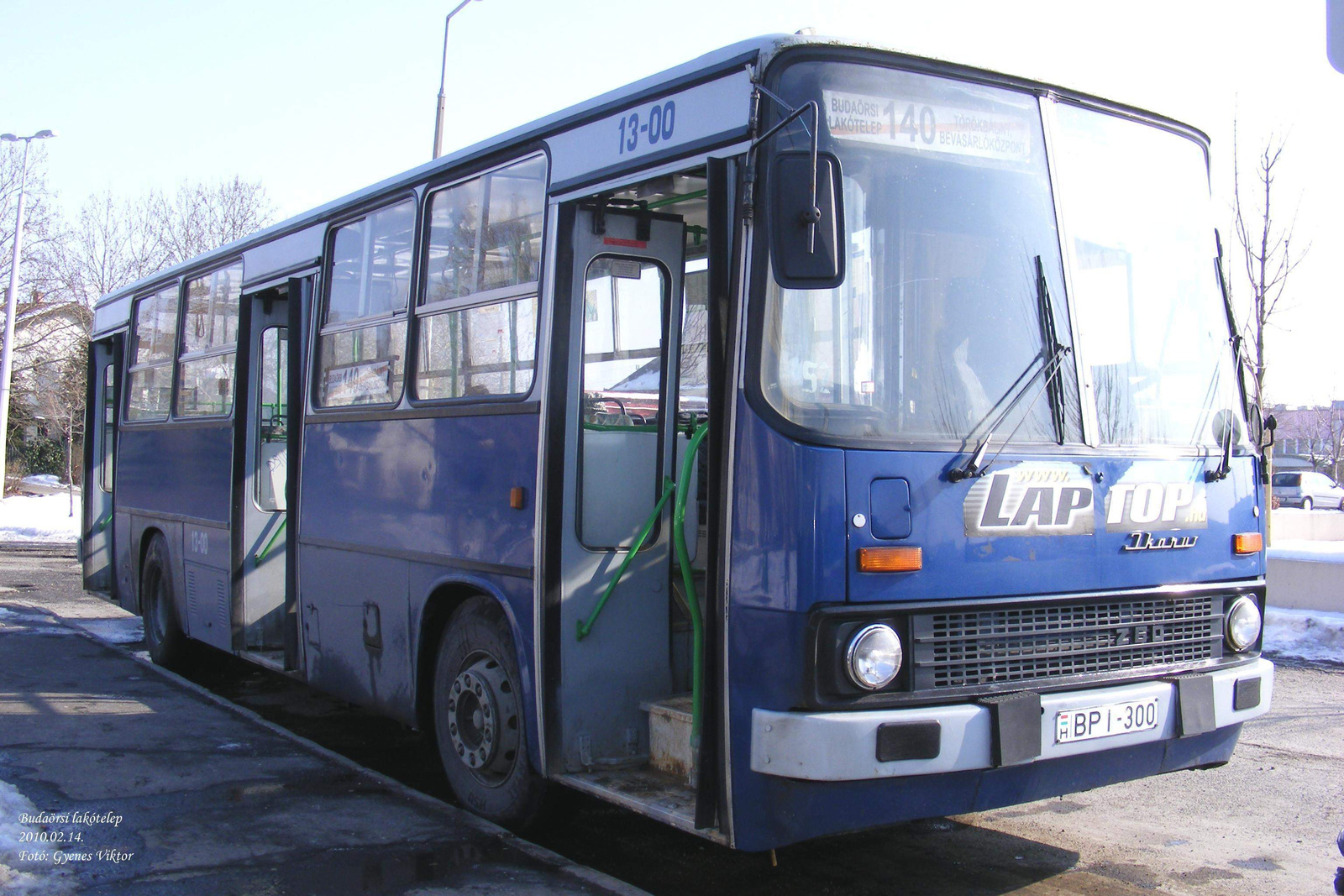
Korábban Ikarus 260-as buszok jártak a vonalon

A budapesti 140-es jelzésű autóbusz a Széll Kálmán tér és a Törökbálint, bevásárlóközpont között közlekedik. A viszonylatot a MÁV Személyszállítási Zrt. üzemelteti.

## Története
A vonal eredetileg Budakeszi, Táncsics Mihály utca és a Budaörsi lakótelep között közlekedett. Ezt a vonalat végül 1995-ben átvette a Volánbusz. A vonal 2001. május 1-jén indult újra a Törökbálinti bevásárlóközpont és a Budaörsi lakótelep között. Érintette a budaörsi végállomásán az Auchant és az IKEA áruházat, a törökbálinti végállomásán pedig az ottani Auchan (korábbi Cora) áruházat is.
Az M4-es metróvonal átadása után a Budaörsi lakótelep helyett hosszabb vonalon, a Széll Kálmán térig közlekedik. Két betétjárata van, a 140A a Budaörsi lakótelep és a Széll Kálmán tér, a 140B a Budaörsi lakótelep és a Törökbálint, bevásárlóközpont között közlekedik.
2015. augusztus 31-étől betér a törökbálinti Dióskerthez is. 142-es jelzéssel betétjárata indult, amely nem tért be, és csak a Határ utcáig közlekedik.

2017. április 13-ától 23-áig nem érintette a Dióskertet, helyette 140D jelzésű pótlóbusz járt a Dióskert és a Nyár utca között.
2024. május 2-ától Törökbálinton érinti az új Pannon út megállóhelyet is.

## Útvonala
| Törökbálint, bevásárlóközpont felé |
| Széll Kálmán tér M vá. – Várfok utca – Széll Kálmán tér – Krisztina körút – Magyar jakobinusok tere – Alkotás utca – Budaörsi út – Budaörs, Budapesti út – Templom tér – Szabadság út – Szivárvány utca – Budaörsi lakótelep – Szivárvány utca – Baross utca – Sport utca – 8105. jelű út – Törökbálint, Raktárvárosi út – Kápolna utca – Sváb tér – Munkácsy Mihály utca – Felsővár utca – Munkácsy Mihály utca – Szent István utca – Kinizsi Pál utca – Régivasútsor utca – Barackos köz – Dulácska utca – Hosszúrét utca – Torbágy utca – Törökbálint, bevásárlóközpont vá. |
| Széll Kálmán tér felé |
| Törökbálint, bevásárlóközpont vá. – Dulácska utca – Barackos köz – Régivasútsor utca – Kinizsi Pál utca – Szent István utca – Munkácsy Mihály utca – Felsővár utca – Munkácsy Mihály utca – Kápolna utca – Raktárvárosi út – 8105. jelű út – Budaörs, Sport utca – Baross utca – Szivárvány utca – Budaörsi lakótelep – Szivárvány utca – Szabadság út – Templom tér – Budapesti út – Budapest, Budaörsi út – aluljáró – Lapu utca – autópálya-bevezető – Budaörsi út – Alkotás utca – Magyar jakobinusok tere – Krisztina körút – Várfok utca – Széll Kálmán tér M vá.        |

## Megállóhelyei
Az átszállás kapcsolatok között a 140A és 140B jelzésű betétjáratok nincsenek feltüntetve, a 140A Széll Kálmán tér és Budaörsi lakótelep, a 140B Budaörsi lakótelep és Törökbálint, bevásárlóközpont között közlekedik.
| 140 (Széll Kálmán tér M ◄► Budaörsi lakótelep ◄► Törökbálint, bevásárlóközpont) | 140 (Széll Kálmán tér M ◄► Budaörsi lakótelep ◄► Törökbálint, bevásárlóközpont) | 140 (Széll Kálmán tér M ◄► Budaörsi lakótelep ◄► Törökbálint, bevásárlóközpont) | 140 (Széll Kálmán tér M ◄► Budaörsi lakótelep ◄► Törökbálint, bevásárlóközpont) | 140 (Széll Kálmán tér M ◄► Budaörsi lakótelep ◄► Törökbálint, bevásárlóközpont) | 140 (Széll Kálmán tér M ◄► Budaörsi lakótelep ◄► Törökbálint, bevásárlóközpont) | 140 (Széll Kálmán tér M ◄► Budaörsi lakótelep ◄► Törökbálint, bevásárlóközpont) | 140 (Széll Kálmán tér M ◄► Budaörsi lakótelep ◄► Törökbálint, bevásárlóközpont) |
| 140 (Széll Kálmán tér M ◄► Budaörsi lakótelep ◄► Törökbálint Sportközpont)      | 140 (Széll Kálmán tér M ◄► Budaörsi lakótelep ◄► Törökbálint Sportközpont)      | 140 (Széll Kálmán tér M ◄► Budaörsi lakótelep ◄► Törökbálint Sportközpont)      | 140 (Széll Kálmán tér M ◄► Budaörsi lakótelep ◄► Törökbálint Sportközpont)      | 140 (Széll Kálmán tér M ◄► Budaörsi lakótelep ◄► Törökbálint Sportközpont)      | 140 (Széll Kálmán tér M ◄► Budaörsi lakótelep ◄► Törökbálint Sportközpont) | 140 (Széll Kálmán tér M ◄► Budaörsi lakótelep ◄► Törökbálint Sportközpont)      | 140 (Széll Kálmán tér M ◄► Budaörsi lakótelep ◄► Törökbálint Sportközpont)      |
| Perc (↓)                                                                        | Perc (↓)                                                                        | Megállóhely                                                                     | Perc (↑)                                                                        | Perc (↑)                                                                        | Átszállási kapcsolatok |                                                                                 |                                                                                 |
| ------------------------------------------------------------------------------- | ------------------------------------------------------------------------------- | ------------------------------------------------------------------------------- | ------------------------------------------------------------------------------- | ------------------------------------------------------------------------------- | --- | ------------------------------------------------------------------------------- | ------------------------------------------------------------------------------- |
| 0                                                                               | 0                                                                               | Széll Kálmán tér M végállomás                                                   | 55                                                                              | 52                                                                              | 4, 6, 17, 56, 56A, 59, 59A, 59B, 61 5, 16, 16A, 21, 21A, 22, 22A, 39, 91, 102, 116, 128, 129, 139, 149, 155, 156, 221, 222 781, 782, 783, 784, 785, 786, 787, 789, 791, 793, 794, 795                                                                               |                                                                                 |                                                                                 |
| 2                                                                               | 2                                                                               | Déli pályaudvar M                                                               | 53                                                                              | 50                                                                              | 17, 56, 56A, 59, 59A, 59B, 61 21, 21A, 39, 102, 139, 221 770 S10 S12 S30 G30 Z30 S34 S35 S40 Z40 S42 Z42 IC, sebesvonat, gyorsvonat, expresszvonat, |                                                                                 |                                                                                 |
| 3                                                                               | 3                                                                               | Királyhágó utca                                                                 | 51                                                                              | 48                                                                              | 17, 61 105, 139, 210, 210B |                                                                                 |                                                                                 |
| 4                                                                               | 4                                                                               | Tartsay Vilmos utca                                                             | 50                                                                              | 47                                                                              | 139 |                                                                                 |                                                                                 |
| ∫                                                                               | ∫                                                                               | Csörsz utca                                                                     | 49                                                                              | 46                                                                              | 17, 61 139, 212, 212A, 212B |                                                                                 |                                                                                 |
| 6                                                                               | 6                                                                               | BAH-csomópont                                                                   | 48                                                                              | 45                                                                              | 17, 61 8E, 108E, 110, 112, 139, 212, 212A, 212B |                                                                                 |                                                                                 |
| 7                                                                               | 7                                                                               | Muskotály köz                                                                   | ∫                                                                               | ∫                                                                               | 108E, 139 |                                                                                 |                                                                                 |
| 9                                                                               | 9                                                                               | Fehérló utca                                                                    | 45                                                                              | 42                                                                              | 108E, 139, 240 |                                                                                 |                                                                                 |
| 10                                                                              | 10                                                                              | Dayka Gábor utca                                                                | 43                                                                              | 40                                                                              | 53, 108E, 139, 150, 150B, 154, 272 |                                                                                 |                                                                                 |
| 11                                                                              | 11                                                                              | Sasadi út                                                                       | 42                                                                              | 39                                                                              | 8E, 40, 40B, 40E, 53, 87, 87A, 88, 88A, 108E, 139, 150, 150B, 153, 154, 172, 173, 187, 188, 188E, 240, 272 764 1172, 1173, 1174, 1175, 1176, 1177, 1183, 1184, 1185, 1188, 1189, 1190, 1193, 1194, 1201, 1205, 1212, 1215, 1216, 1229, 1251, 1253, 1254, 1257, 1268 |                                                                                 |                                                                                 |
| 12                                                                              | 12                                                                              | Nagyszeben út                                                                   | ∫                                                                               | ∫                                                                               | 8E, 87, 87A, 88, 88A, 108E, 139, 153, 154 |                                                                                 |                                                                                 |
| ∫                                                                               | ∫                                                                               | Jégvirág utca                                                                   | 40                                                                              | 37                                                                              | 8E, 87, 87A, 88, 88A, 108E, 139, 153, 154 |                                                                                 |                                                                                 |
| 13                                                                              | 13                                                                              | Gazdagréti út                                                                   | 39                                                                              | 36                                                                              | 8E, 40, 40B, 87, 87A, 88, 88A, 108E, 139, 153, 154, 188, 240 |                                                                                 |                                                                                 |
| 13                                                                              | 13                                                                              | Poprádi út                                                                      | 38                                                                              | 35                                                                              | 87, 87A, 88, 88A |                                                                                 |                                                                                 |
| 14                                                                              | 14                                                                              | Madárhegy                                                                       | 37                                                                              | 34                                                                              | 40, 40B, 88, 88A, 188, 240 |                                                                                 |                                                                                 |
| 15                                                                              | 15                                                                              | Rupphegyi út                                                                    | 36                                                                              | 33                                                                              | 40, 40B, 88, 88A, 188, 240 |                                                                                 |                                                                                 |
| 16                                                                              | 16                                                                              | Felsőhatár utca                                                                 | 36                                                                              | 33                                                                              | 40, 40B, 88, 88A, 188, 240, 289 767 |                                                                                 |                                                                                 |
| Budapest–Budaörs közigazgatási határa                                           |                                                                                 |                                                                                 |                                                                                 |                                                                                 | |                                                                                 |                                                                                 |
| 17                                                                              | 17                                                                              | Tulipán utca                                                                    | 35                                                                              | 32                                                                              | 40, 40B, 88, 88A, 188, 240, 289 |                                                                                 |                                                                                 |
| 18                                                                              | 18                                                                              | Aradi utca                                                                      | 34                                                                              | 31                                                                              | 40, 40B, 88, 88A, 188, 240, 289 |                                                                                 |                                                                                 |
| 19                                                                              | 19                                                                              | Templom tér                                                                     | 32                                                                              | 29                                                                              | 40, 40B, 88, 88A, 188, 240, 288, 289 767 |                                                                                 |                                                                                 |
| 20                                                                              | 20                                                                              | Károly király utca                                                              | 31                                                                              | 28                                                                              | 40, 40B, 40E, 88, 88A, 188, 240, 287 |                                                                                 |                                                                                 |
| 21                                                                              | 21                                                                              | Kisfaludy utca                                                                  | 30                                                                              | 27                                                                              | 40, 40B, 40E, 88, 88A, 188, 240, 287, 288, 289 |                                                                                 |                                                                                 |
| 22                                                                              | 22                                                                              | Kötő utca                                                                       | 29                                                                              | 26                                                                              | 40, 40B, 40E, 88, 88A, 188, 240, 287 |                                                                                 |                                                                                 |
| 22                                                                              | 22                                                                              | Budaörs, városháza                                                              | 28                                                                              | 25                                                                              | 40, 40B, 40E, 88, 88A, 188, 240, 287 756, 767 |                                                                                 |                                                                                 |
| 23                                                                              | 23                                                                              | Gimnázium                                                                       | 26                                                                              | 23                                                                              | 40, 40E, 88, 88A, 188E, 188, 240, 287 755, 756, 767 |                                                                                 |                                                                                 |
| 24                                                                              | 24                                                                              | Patkó utca                                                                      | 25                                                                              | 22                                                                              | 40, 40E, 240, 287, 289 |                                                                                 |                                                                                 |
| 25                                                                              | 25                                                                              | Budaörsi lakótelep                                                              | 24                                                                              | 21                                                                              | 40, 40B, 40E, 240, 287, 288, 289 755 |                                                                                 |                                                                                 |
| 26                                                                              | 26                                                                              | Ifjúság utca                                                                    | 22                                                                              | 19                                                                              | 40B, 288, 289 |                                                                                 |                                                                                 |
| 27                                                                              | 27                                                                              | Sport utca                                                                      | ∫                                                                               | ∫                                                                               | 188E 755 |                                                                                 |                                                                                 |
| Budaörs–Törökbálint közigazgatási határa                                        |                                                                                 |                                                                                 |                                                                                 |                                                                                 | |                                                                                 |                                                                                 |
| 29                                                                              | 29                                                                              | Méhecske utca                                                                   | 18                                                                              | 15                                                                              | 172, 173 755 |                                                                                 |                                                                                 |
| 31                                                                              | 31                                                                              | Raktárváros                                                                     | 16                                                                              | 13                                                                              | 172, 173, 286 755 |                                                                                 |                                                                                 |
| 32                                                                              | 32                                                                              | Pannon út                                                                       | 15                                                                              | 12                                                                              | 172, 173 755 |                                                                                 |                                                                                 |
| 33                                                                              | 33                                                                              | Tükörhegy                                                                       | 14                                                                              | 11                                                                              | 172, 173, 286 755 |                                                                                 |                                                                                 |
| 34                                                                              | 34                                                                              | Bartók Béla utca                                                                | 13                                                                              | 10                                                                              | 88, 172, 173, 272 755 |                                                                                 |                                                                                 |
| 35                                                                              | 35                                                                              | Munkácsy Mihály utca (hősi emlékmű)                                             | 12                                                                              | 9                                                                               | 88, 172, 173, 272 755 |                                                                                 |                                                                                 |
| 36                                                                              | 36                                                                              | Művelődési Ház                                                                  | 11                                                                              | 8                                                                               | |                                                                                 |                                                                                 |
| 37                                                                              | 37                                                                              | Dióskert                                                                        | 10                                                                              | 7                                                                               | |                                                                                 |                                                                                 |
| 38                                                                              | 38                                                                              | Művelődési Ház                                                                  | 9                                                                               | 6                                                                               | |                                                                                 |                                                                                 |
| 39                                                                              | 39                                                                              | Harangláb                                                                       | 7                                                                               | 4                                                                               | 88, 88A, 172, 173, 272 755 |                                                                                 |                                                                                 |
| 41                                                                              | 41                                                                              | Ady Endre utca                                                                  | 6                                                                               | 3                                                                               | 172 755 |                                                                                 |                                                                                 |
| 42                                                                              | 42                                                                              | Őszibarack utca                                                                 | ∫                                                                               | ∫                                                                               | 172 |                                                                                 |                                                                                 |
| ∫                                                                               | ∫                                                                               | Károlyi utca                                                                    | 4                                                                               | 1                                                                               | 756 |                                                                                 |                                                                                 |
| 43                                                                              | 43                                                                              | Törökbálint Sportközpont                                                        | 3                                                                               | ∫                                                                               | 756 |                                                                                 |                                                                                 |
| ∫                                                                               | 44                                                                              | Törökbálint Sportközpont végállomás                                             | ∫                                                                               | 0                                                                               | |                                                                                 |                                                                                 |
| 44                                                                              | ∫                                                                               | Határ utca                                                                      | 2                                                                               | ∫                                                                               | |                                                                                 |                                                                                 |
| 46                                                                              | ∫                                                                               | Hosszúrét utca                                                                  | ∫                                                                               | ∫                                                                               | |                                                                                 |                                                                                 |
| 48                                                                              | ∫                                                                               | Törökbálint, bevásárlóközpont végállomás                                        | 0                                                                               | ∫                                                                               | |                                                                                 |                                                                                 |